# Giovanni Serafini
Giovanni Serafini ( 15 de outubro de 1786 em Magliano Sabina - 1 de fevereiro de 1855 em Roma ) foi um cardeal italiano .

## Biografia
Nasceu em Magliano em 15 de outubro de 1786. Filho de Domenico Serafini e Vittoria Colangeli, da pequena nobreza local. Tio do cardeal Luigi Serafini (1877).
Estudou no Collegio de Perugia; na Pontifícia Academia dos Nobres Eclesiásticos, Roma, desde 1815; e no Collegio of Apostolic Protonotaries, onde obteve o doutorado in utroque iure , direito canônico e civil, em 1817.
Ordenado (nenhuma informação encontrada). Referendário do Tribunal da Assinatura Apostólica (dezembro de 1817). Prelado Doméstico de Sua Santidade (janeiro de 1818). Ponens da Congregação do Bom Governo (janeiro de 1818). Vice-legado em Ravenna (agosto de 1818). Delegado apostólico em Ascoli Piceno (maio de 1821) e em Spoleto (abril de 1823). Ponens da Sagrada Consulta (julho de 1824). Legado apostólico em Frosinone (dezembro de 1828). Secretário da Congregação do Bom Governo (março de 1830). Cônego da Basílica Patriarcal do Vaticano (fevereiro de 1832). Clérigo da Câmara Apostólica (fevereiro de 1833). Presidente da Congregação delle Acque e delle Strade(julho de 1833). Vice-presidente do tribunal criminal de primeira instância do Auditor Geral da Câmara Apostólica (1836). Prelado do Reverendo Fabrico da basílica de São Pedro (fevereiro de 1835). Prelado da Sagrada Congregação da Imunidade Eclesiástica (janeiro de 1837). Presidente do Annona e do Grascia (junho de 1837). Prelado da Congregação de Loreto (agosto de 1837). Decano dos clérigos da Câmara Apostólica (julho de 1838)
Criado cardeal diácono no consistório de 27 de janeiro de 1843; recebeu o gorro vermelho e a diaconia de Ss. Vito e Modesto, 30 de janeiro de 1843. Pró-prefeito da SC de Águas e Caminhos, 3 de abril de 1843; prefeito, 18 de abril de 1843. Optou pela diaconia de S. Maria em Cosmedin, 16 de abril de 1846. Participou do conclave de 1846, que elegeu o Papa Pio IX.
Em 1º de fevereiro de 1855, à noite, após uma curta doença, em Roma. Exposto na igreja de S. Marcello, em Roma, onde teve lugar o seu funeral a 4 de fevereiro de 1855; enterrado em sua diaconia de S. Maria em Cosmedin.

## Link externo
- sylwetka w słowniku biograficznym kardynałów Salvadora Mirandy